# Michael Lilienthal

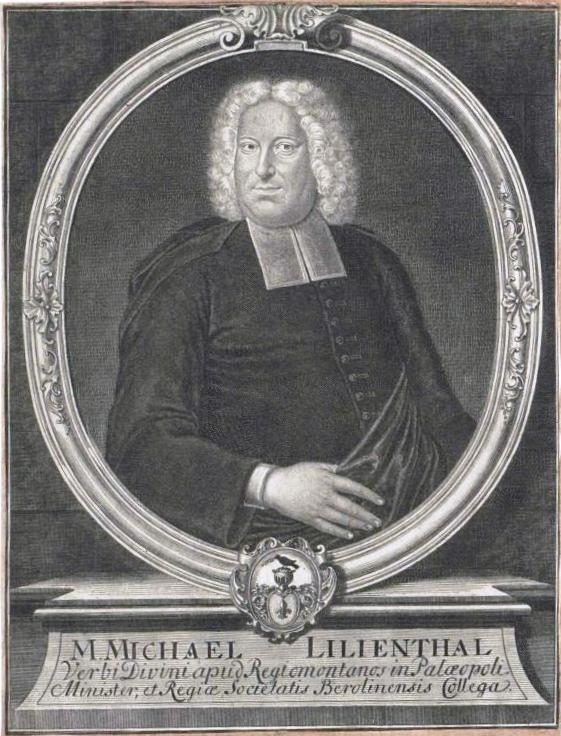
Michael Lilienthal

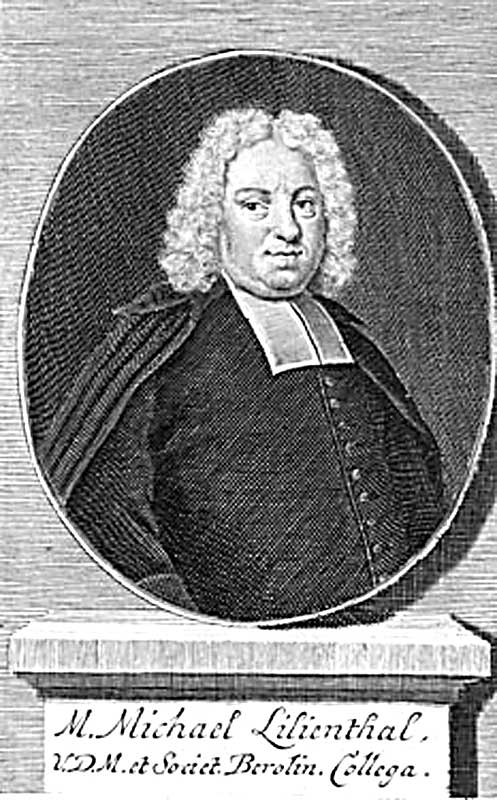
Michael Lilienthal

Michael Lilienthal (* 8. September 1686 in Liebstadt; † 23. Januar 1750 in Königsberg (Preußen)) war ein deutscher lutherischer Theologe und Historiker.

## Leben
Der Sohn des königlich preußischen Beamten und Gutsbesitzers Michael Lilienthal und dessen Frau Hedwig Sophia, geb. Neuschilling, absolvierte ein Studium der Philosophie, Sprachen und Geschichte an der Universität Königsberg und unternahm den Sitten der Zeit entsprechend eine Bildungsreise, die ihn an die Universität Wittenberg, an die Universität Leipzig und an die Universität Jena führte, wo er im Oktober 1706 den akademischen Grad eines Magisters der Philosophie erwarb. 
Nach Studien an der Universität Rostock, in Hamburg, Kiel, Lübeck und in Holland kehrte er 1711 nach Königsberg zurück, bemühte sich vergeblich um eine Professur an der Königsberger Akademie und übernahm 1713 eine Stelle als zweiter Inspektor der Alumnen. 1715 wurde er Diakon in Kneiphof an der Domkirche, 1719 Diakon an der Altstädtischen Kirche in Königsberg und 1727 Kurator der Königsberger Stadtbibliothek.
Zudem war er Honorarprofessor an der Universität St. Petersburg, Hochschullehrer in Königsberg und Mitglied der Akademie der Wissenschaften in Berlin. 1733 wurde er Ehrenmitglied der Russischen Akademie der Wissenschaften in Sankt Petersburg. Lilienthal hat neben seinen theologischen Werken zahlreiche Schriften über die Geschichte Ostpreußens verfasst und sich so nachhaltiges Verdienst erworben. 
Aus seiner am 14. November 1713 geschlossenen Ehe mit Regina Agnes, der Tochter des Christoph von Kohlen (* 22. Februar 1660; † 4. November 1709) und dessen Frau Barbara Pattone (* 1667; 7. Juli 1727) stammt der Sohn Theodor Christoph Lilienthal, der als Königsberger Professor ebenfalls Bekanntheit erlangte.

## Werkauswahl
- De historia literaria certae cuiusdam gentis scribenda consultatio. Russwworm, Leipzig/Rostock 1710. (Digitalisat)
- Schediasma critico-literarium de philothecis varioque earundem usu et abusu, vulgo von Stamm-Büchern. Hallervord, Königsberg/Leipzig 1711. (Digitalisat)
- Historische Beschreibung des Thums, oder der Cathedral-Kirchen, der Stadt Kneiphoff-Königsberg. Königsberg 1716. (Digitalisat)
- Erleutertes Preußen oder Auserlesene Anmerckungen, ueber verschiedene, zur Preußischen Kirchen-, Civil- und Gelehrten-Historie gehörige besondere Dinge. 4 Bände. Hallvord, Königsberg 1723/1724–1728, 5. Bd. 1742. (Digitalisat Band 1), (Zweytes Stück), (Band 3), (Viertes Stück), (Band 5)
- Acta borussica ecclesiastica, civila, literaria …, 3 Bände. Eckart, Königsber/Leipzig 1730–1732. (Digitalisat Band 1), (Band 2,1)
- Vollständiges Thaler-Cabinet, das ist, Historisch-Critische Beschreibung derjenigen zweylöthigen Silber-Münzen, welche unter dem Namen der Reichs-Thaler bekannt sind, und seit drittehalbhundert Jahren her von Kaysern, Königen, Churfürsten, Päbsten, Bischöffen, Herzogen, Fürsten, Grafen, Freyherrn, Republiquen und Städten auf allerhand Begebenheiten sind geschlagen worden; Zusamt …, Eckardt, Königsberg/Leipzig 1735. (Digitalisat)
- Entwurff eines Collegii Historici über die Antiquitäten und andere Merkwürdigkeiten des Königreichs Preussen. Reußner, Königsberg 1714. (Digitalisat)
- Theologische Bibliothec: Das ist: richtiges Verzeichnisz, zulängliche Beschreibung, und bescheidene Beurtheilung der dahin gehörigen vornehmsten Schriften welche in Michael Lilienthals … Bücher-vorrath befindlich sind. Hartung, Königsberg 1741. (Digitalisat)
- Fortgesetzte Theologische Bibliothec, Das ist: Richtiges Verzeichniß, zulängliche Beschreibung, und bescheidene Beurtheilung der dahin gehörigen Vornehmsten Schriften ... Hartung, Königsberg 1744. (Digitalisat)
- Biblischer Archivarius der Heiligen Schrift neuen Testaments: Welcher, nach vorhergegangenen guten Wahl und sorgfältigen Prüfung, vermittelst eines nahmen-registers, die besten Autores… Anzeiget: die über ein Iedes Buch, Capitel und Vers des neuen Testaments geschrieben … Eckart, Königsberg/Leipzig 1745. (Digitalisat)
- Wahrscheinliche Vorstellung Der Geschichte Unsrer Ersten Eltern Im Stande der Unschuld: Worinnen die Aneinanderhängung und Wort-Verstand dieser Biblischen Historie aufs deutlichste gezeiget, Hallervord, Königsberg/Leipzig 1722. (Digitalisat)